# Eupithecia liqalaneng
Eupithecia liqalaneng es una especie de polilla de la familia Geometridae. La especie fue descrita por primera vez por Martin Krüger habiendo sido descrita en 2000, con distribución en Lesoto y Sudáfrica. El holotipo de la especie fue hayada en 1990 por Krüger en los alrededores de una montaña de gran altura conocida en Lesoto como Maloti, parte del sistema Drakensberg o montañas del dragón; en zulú: "uKhahlamba". Otros especímenes fueron hallados en la misma expedición en los alrededores de la coumnidad de Liqalaneng, de ahí su nombre.